# جرونتوپلاست
جرونتوپلاست (Gerontoplast) پلاستی است که از کلروپلاست در طول فرایند پیری شاخ و برگ گیاهان ایجاد می‌شود. رشد جرونتوپلاست عموماً همراه با فرایند جدا شدن ریزکیسه‌ها (گرانا)، از بین رفتن غشاهای تیلاکوئید و تجمع زیاد پلاستوگلوبول‌ها دیده می‌شود.

## تبدیل کلروپلاست به جرونتوپلاست
اصطلاح جرونتوپلاست برای نخستین بار در سال ۱۹۷۷ برای تعریف ویژگی‌های منحصر به‌فرد پلاست‌های تشکیل‌شده در طول پیری برگ معرفی شد. فرایند پیری اندام‌های گیاهی، باعث از بین رفتن مداوم اندامک‌های سلولی درگیر در فتوسنتز می‌شود. کلروپلاست‌های مسئول تبادل گاز در روزنه‌های هوایی، آخرین اندامک‌هایی هستند که طی پیری تجزیه می‌شوند. تشکیل جرونتوپلاست از کلروپلاست‌ها در طول پیری، شامل تغییرات ساختاری گسترده غشای تیلاکوئیدی با تشکیل همزمان تعداد زیادی پلاستوگلوبول با مواد چربی‌دوست است. با این‌حال، پوشش پلاست، دست‌نخورده باقی می‌ماند.